# Waltheria lanceolata
Waltheria lanceolata är en malvaväxtart som beskrevs av Robert Brown och Maxwell Tylden Masters. Waltheria lanceolata ingår i släktet Waltheria och familjen malvaväxter. Inga underarter finns listade i Catalogue of Life.